# Howard Goodall
Howard Lindsay Goodall CBE (/ˈɡʊdɔːl/, Bromley, 26 de maio de 1958) é um compositor e músico inglês. Especializado em música incidental, música de coro e teatro musical, ele também apresentou programas baseados em música para televisão e rádio, pelos quais ganhou muitos prêmios.
Em maio de 2008, ele foi nomeado apresentador e "Compositor Residente" da estação de rádio inglesa Classic FM.  Em maio de 2009, ele foi nomeado "Compositor do Ano" no BRIT Awards.